# Maison aux 6-8, rue Saint-Nicolas à Riquewihr
La maison aux 6-8, rue Saint-Nicolas est un monument historique situé à Riquewihr, dans le département français du Haut-Rhin.

## Localisation
Ce bâtiment est situé aux 6-8, rue Saint-Nicolas à Riquewihr.

## Historique
L'édifice fait l'objet d'une inscription au titre des monuments historiques depuis 1930.

## Architecture

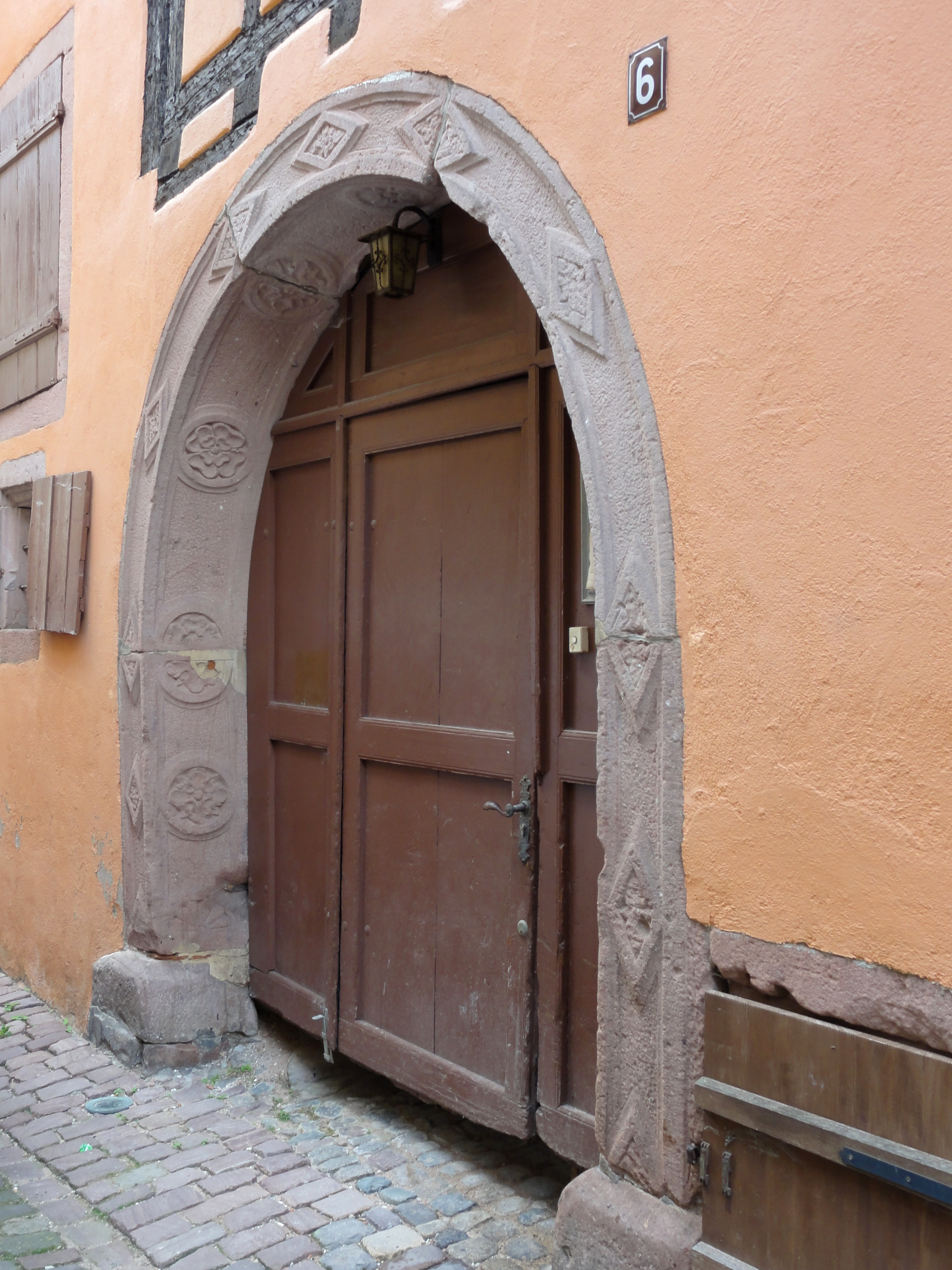
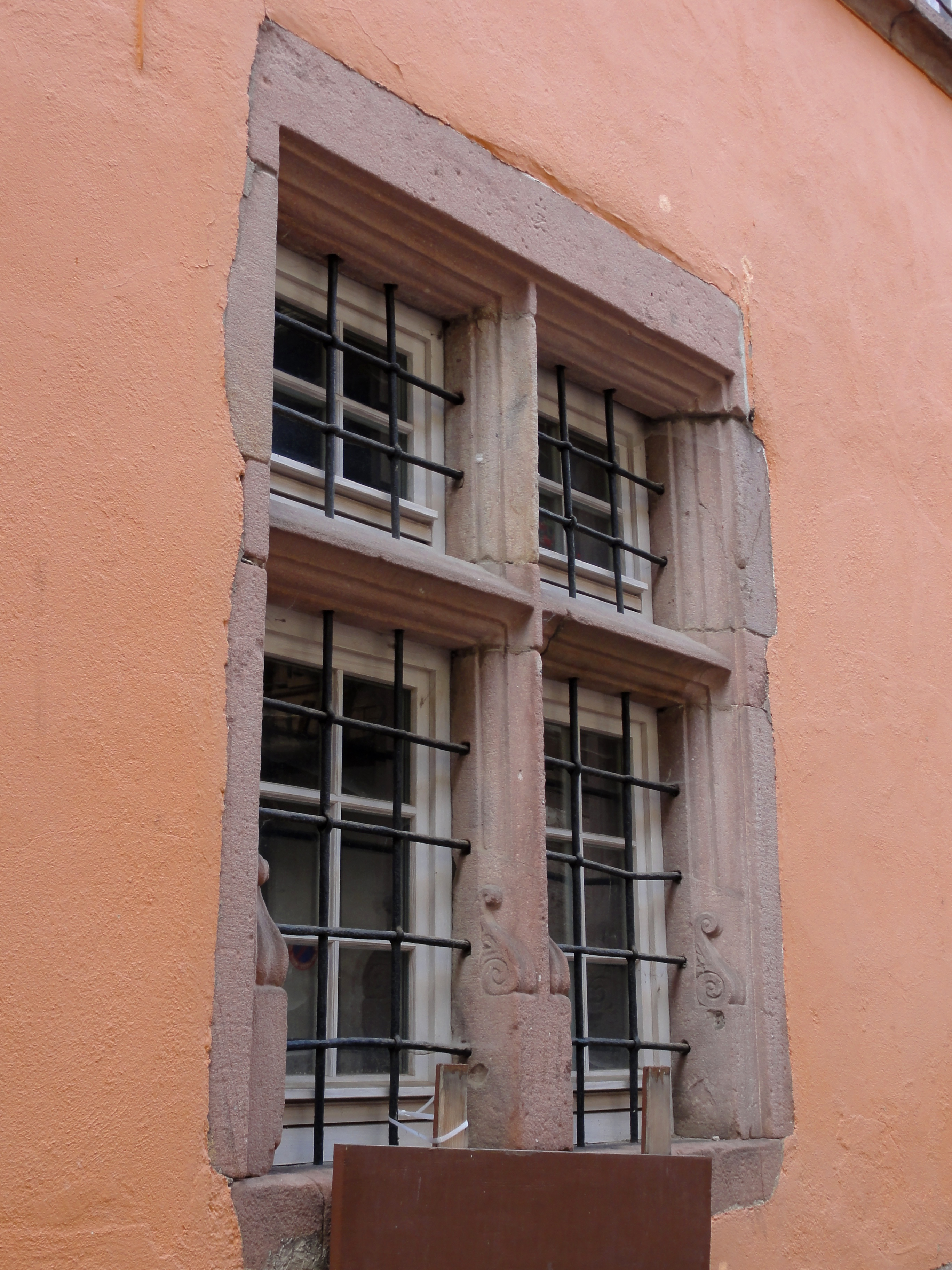